# WCW/New Japan SuperShow
WCW/New Japan Supershow fue un evento anual de lucha libre profesional emitido por PPV producido conjuntamente por la World Championship Wrestling y la New Japan Pro-Wrestling. Tuvo tres ediciones, desde el 1991 hasta el 1993 y en Japón fue conocido como "Starrcade". El evento era grabado en Japón y comercializado en Norteamérica después.

## Resultados

### WCW/New Japan Supershow I
WCW/New Japan Supershow I (conocido como Starrcade in Tokyo Dome en Japón) fue la primera edición de WCW/New Japan SuperShow. Tuvo lugar el 21 de marzo de 1991 desde el Tokyo Dome en Tokio, Japón. Lo emitieron en EE. UU. en abril de 1991.
- Dark match: Animal Hamaguchi, Kengo Kimura, Osamu Kido y Kantaro Hoshino derrotaron a Super Strong Machine, Hiro Saito, Tatsutoshi Goto y Norio Honaga
  - Kimura cubrió a Goto.
- Shiro Koshinaka, Kuniaki Kobayashi y Takayuki Iizuka derrotaron a Tim Horner, Brian Pillman y Tom Zenk (12:10)
  - Koshinaka cubrió a Horner con un "Bridging Full Nelson Suplex".
- Dark match: Scott Norton derrotó a The Equalizer (2:23)
  - Norton cubrió a Equalizer después de un "Running Powerslam".
- Jushin Liger derrotó a AKIRA, reteniendo el Campeonato Júnior de los Pesos Pesados de la IWGP (16:08)
  - Liger cubrió a Nogami después de un "DDT".
- Arn Anderson & Barry Windham derrotaron a Masa Saito & Masa Chono (9:17)
  - Anderson cubrió a Saito después de un "Jumping Lariat".
- The Steiner Brothers (Rick y Scott) derrotaron a Hiro Hase y Kensuke Sasaki, ganando el Campeonato Mundial en Parejas de la IWGP (12:56)
  - Scott cubrió a Sasaki después de un "Frankensteiner".
- El Gigante derrotó a Big Cat Hughes (2:16)
  - Gigante forzó a Hughes a rendirse con un "The Claw".
- Dark match: Big Van Vader & Crusher Bam Bam Bigelow derrotaron a Doom (Ron Simmons y Butch Reed) (13:17)
  - Vader cubrió a Reed después de un "Vader Crush".
- Dark match: Riki Chōshū derrotó a Tiger Jeet Singh (11:07)
  - Chōshū ganó por KO después de un "Riki Lariat".
- The Great Muta derrotó a Sting (11:41)
  - Muta cubrió a Sting con un "Diving Crossbody".
- Tatsumi Fujinami derrotó a Ric Flair ganando el Campeonato Mundial de los Pesos Pesados de la NWA (23:06)
  - Fujinami cubrió a Flair con un "Grounded Cobra Clutch".
  - El Campeonato Mundial de los Pesos Pesados de la WCW de Flair no estaba en juego porque los campeonatos de la NWA y la WCW estaban considerados en Japón como títulos separados (la WCW consideraba que eran el mismo título).

### WCW/New Japan Supershow II
WCW/New Japan Supershow II (conocido como Super Warriors in Tokyo Dome en Japón) fue la segunda edición de WCW/New Japan SuperShow. Tuvo lugar el 4 de enero de 1992 desde el Tokyo Dome en Tokio, Japón.
- Dark match: Black Cat derrotó a Hiroyoshi Yamamoto (10:28)
  - Black Cat cubrió a Yamamoto después de un "DDT".
- Dark match: Osamu Kido y Kuniaki Kobayashi derrotaron a Kengo Kimura y Kantaro Hoshino (11:54)
  - Kido cubrió a Hoshino con un "Cradle".
- Jushin Liger, Masashi Aoyagi y AKIRA derrotaron a Hiro Saito, Super Strong Machine y Norio Honaga (15:12)
  - AKIRA cubrió a Saito con un "Bridging Full Nelson Suplex".
- Arn Anderson y Larry Zbyszko derrotaron a Michiyoshi Ohara y Shiro Koshinaka (12:32)
  - Anderson cubrió a Ohara después de un "Spinebuster".
- Dusty Rhodes y Dustin Rhodes derrotaron a Masa Saito y Kim Duk (14:23)
  - Dustin cubrió a Duk después de un "Bulldog".
- Dark match: Tony Halme derrotó a Scott Norton (8:41)
  - Halme cubrió a Norton después de un "Flying Clothesline".
- Dark match: Shinya Hashimoto derrotó a Bill Kazmaier (8:37)
  - Hashimoto cubrió a Kamzaier después de un "Jumping DDT".
- Big Van Vader y el El Gigante terminaron sin resultado por una doble descalificación (4:49)
  - Tras el combate, Vader atacó a Gigante con su casco.
- Dark match: Antonio Inoki derrotó a Hiroshi Hase (10:09)
  - Inoki forzó a Hase a rednirse con un "Manji-Gatame".
- Sting y Keiji Mutoh derrotaron a The Steiner Brothers (Rick y Scott) (11:03)
  - Sting cubrió a Scott con un "Cradle".
- Lex Luger derrotó a Masa Chono reteniendo el Campeonato Mundial Peso Pesado de la WCW (15:09)
  - Luger cubrió a Chono.
- Riki Chōshū derrotó a Tatsumi Fujinami, ganando el Campeonato Peso Pesado de la IWGP (12:11)
  - Choshu cubrió a Fujinami después de un "Riki Lariat".

### WCW/New Japan Supershow III
WCW/New Japan Supershow III (conocido como Fantastic Story in Tokyo Dome en Japón) fue la tercera y última edición de WCW/New Japan SuperShow. Tuvo lugar el 4 de enero de 1993 desde el Tokyo Dome en Tokio, Japón.
- Dark match: Shiro Koshinaka, The Great Kabuki, Masashi Aoyagi y Akitoshi Saito derrotaron a Super Strong Machine, Hiro Saito, Tatsutoshi Goto y Norio Honaga (14:20)
  - Kabuki cubrió a Honaga después de un "Bridging Belly to Back Suplex".
- Jushin Liger derrotó a Último Dragon, ganando el Campeonato Júnior Peso Pesado de la IWGP (20:09)
  - Liger cubrió a Dragon después de un "Super Hurricanrana".
- Ron Simmons derrotó a Tony Halme (6:10)
  - Simmons cubrió a Halme después de un "Spinebuster".
- Masa Saito y Shinya Hashimoto derrotaron a Scott Norton y Dustin Rhodes (13:57)
  - Hashimoto cubrió a Rhodes después de un "Enzuigiri".
- El Campeón Peso Pesado de la IWGP The Great Muta derrotó a Masa Chono ganando el Campeonato Mundial Peso Pesado de la NWA (19:48)
  - Mutoh cubrió a Chono con un "Diving Moonsault".
- Takayuki Iizuka, AKIRA y El Samurái derrotaron a Nobukazu Hirai, Masao Orihara y Koki Kitahara (15:11)
  - AKIRA cubrió a Orihara después de un "Standing Powerbomb" de Iizuka.
- Sting derrotó a Hiro Hase (15:31)
  - Sting cubrió a Hase con una "Diving Splash".
- Dark match: Los Campeones Mundiales en Pareja de la IWGP The Hell Raisers (Hawk Warrior y Power Warrior) lucharon contra The Steiner Brothers (Rick y Scott), acabando sin resultado por una doble cuenta de fuera (14:38)
- Dark match: Tatsumi Fujinami derrotó a Takashi Ishikawa (11:41)
  - Fujinami forzó a Ishikawa a rendirse con un "Dragon Sleeper".
- Dark match: Genichiro Tenryu derrotó a Riki Chōshū (18:14)
  - Tenryu cubrió a Chōshū después de una "Standing Powerbomb".